# Lococom
Lococom （ロココム）は、住宅・不動産ポータルサイトHOME'Sを運営する株式会社ネクスト（現・株式会社LIFULL）が運営していた地域情報サイト。

## 概要
コンセプトは、「みんなでつくる街の情報サイト」。ジオ×ソーシャル×リアルタイムという要素を採り入れ、「街」を軸に人と人、お店と人が相互にコミュニケーションを楽しみながら街の情報を作り、街全体を活性化していく世界の実現を目指した。パソコン、携帯電話、スマートフォン、iPhoneアプリ等で利用可能であった。
利用者は、GPS機能付きの携帯電話、スマートフォンを利用し位置情報をもとに、周辺のお店の情報やクチコミの閲覧、クチコミ投稿ができた。また、周辺エリアや店舗へのチェックイン機能を利用すると1ポイント、クチコミ投稿で20ポイント、クーポン利用で10ポイント×利用者数と、ポイントが貯まる仕組み。貯まったポイントはLococomを通じて寄付することもできた。一方、周辺のお店はLococom店舗会員（有料）になっていれば、クーポンの発行が可能。
個人会員数は75万人、クチコミ投稿数は累計20万件超（2011年7月末時点）。登録店舗数は550万件超となっているが、クーポンを利用できる店舗は飲食系クーポン東京都内（山手線周辺）で約550件の模様。
2014年11月、Lococomの全サービスを2015年3月31日に終了することを発表。

## 由来
「Local Communication Community」の略からきている。

## 沿革
- 2006年10月  Lococomベータ版の提供を開始。
- 2008年10月  Lococomを大幅リニューアルし正式版の提供を開始。
- 2009年11月  Lococomモバイル版の全面リニューアル。
- 2011年4月   Lococomを全面リニューアル。iPhoneアプリの提供を開始。
- 2015年3月   サービス終了